# Fred Spira
Fred Spira (* 7. August 1924 in Wien, Österreich als Siegfried Franz Spira später S. Franklin Spira; † 2. September 2007 in New York) war ein Pionier der Fotografie. Sein in New York noch während des Kriegs gegründetes Unternehmen Spiratone produzierte an sich wenig spektakuläres Fotozubehör wie Zusatzfilter, Linsen oder Zwischenringe. Spiras Ansatz dabei aber war revolutionär: Die Zwischenringe von Spiratone sorgten erstmals für Kompatibilität zwischen Objektiven und Kameras der verschiedenen Hersteller. In den 50er und 60er Jahren wuchs die 1941 im elterlichen Badezimmer als Fotolabor gegründete Firma zu einem millionenschweren Unternehmen heran. 1987 zog sich Fred Spira, der sich zuletzt mit 3D-Fotografie beschäftigt und eine der weltweit bedeutendsten Sammlungen von Gerätschaft aus der Frühzeit der Fotografie gegründet hatte, in den Ruhestand zurück.

## Leben
Siegfried Franz Spira kam als Sohn von Hans Spira, einem Abteilungsleiter der Bodencreditanstalt und dessen Gattin Paula (geb. Back) in einer gut situierten Wiener Familie zur Welt. 1938 war er aufgrund seiner jüdischen Herkunft gezwungen, das Gymnasium abzubrechen, mit einem der letzten Kindertransporte floh er 1939 als Vierzehnjähriger aus seiner Heimatstadt Wien nach London. Im Juni 1940 feierte die Familie Spira in New York ihre Wiedervereinigung.
Da vom einstigen Wohlstand der Familie nach der Flucht kaum etwas geblieben war, wurde das Badezimmer in eine Dunkelkammer umgebaut, zu dem bald noch ein weiterer Raum als Studio kam. Der Kundenstamm der Spiras bestand anfangs vor allem aus österreichischen Emigranten. Auch die ehedem kaiserliche Familie Habsburg-Lothringen ließ sich von den Spiras ablichten, aus "Siegfried Franz" war inzwischen "S. Franklin Spira" geworden, der aber zeitlebens "Fred" gerufen wurde.
Dass Fred Spira nicht vorhatte, ein Leben lang Passfotos zu machen, zeigte sich schon bald nach seiner Ankunft in New York. Er interessierte sich mehr für die Technik, also für Objektive, Filter, Kameras und Filmentwicklung. In den späten vierziger Jahren begann er mit dem Vertrieb von neuen und gebrauchten Kameras, von Weitwinkel- und Teleobjektiven. Daneben bot Spiratone Services, wie das Nachfüllen von 35-mm-Filmkartuschen oder Filmentwicklung an. Bestellung und Versand erfolgten auf dem Postweg, die Kunden wurden über Anzeigen in Fachzeitschriften kontaktiert.